# Güímar
Güímar – gmina w Hiszpanii, w prowincji Santa Cruz de Tenerife, we wspólnocie autonomicznej Wysp Kanaryjskich, o powierzchni 102,93 km². W 2011 roku gmina liczyła 18 445 mieszkańców.